# Убийство Дуэйна Джонса
Дуэйн Джонс был ямайским 16-летним юношей, который был убит буйной толпой в Монтего-Бей в 2013 году, после того, как он посетил танцевальную вечеринку, одетый в женскую одежду.
Считавшийся женоподобным, Джонс подвергался издевательствам в школе и в возрасте 14 лет был вынужден покинуть семейный дом из-за своего отца. Он переехал в заброшенный дом в Монтего-Бей с друзьями-трансгендерами. Вечером 21 июля 2013 года они поехали в район Ирвина и посетили танцевальную вечеринку. Когда некоторые мужчины на вечеринке обнаружили, что переодевавшийся в женскую одежду Джонс не был женщиной, они напали на него. Джонс был избит, зарезан, застрелен и сбит машиной; он умер рано утром. Полиция расследовала убийство, но никого не арестовала и не предъявила обвинения в преступлении, которое остается нераскрытым.
Событие попало в заголовки газет на Ямайке, а также стало предметом для обсуждения как в Великобритании, так и в США. В то время как пользователи в социальных сетях обвинили Джонса в провокации своих убийц путем публичного переодевания в одежду другого пола, это убийство осудили ямайские педагоги и министр юстиции страны. После нападения как местные, так и международные организации, занимающиеся вопросами прав ЛГБТ и прав человека, в том числе Human Rights Watch, Jamaicans for Justice и  Jamaica Forum for Lesbians, All-Sexuals & Gays, обратились к властям Ямайки с просьбой о надлежащем расследовании и юридическом признании прав ЛГБТ на острове.

## Биография Джонса
Выросший в бедных трущобах в Монтего-Бей, городе на северо-западе Ямайки, Джонс столкнулся с издевательствами в старшей школе со стороны учеников, которые считали его поведение женоподобным. Когда Джонсу было 14 лет, отец выгнал его из семейного дома и призвал соседей выгнать его из района. После периода бомжевания в кустах и на пляжах он начал проводить время в заброшенном доме на холмах над Монтего-Бей с двумя друзьями-трансгендерами, Кеке и Хлоей, которым на момент смерти Джонса было 23 года. Джонс был известен среди друзей как «Королева оврагов», что является отсылкой к ливневым дренажным системам, в которых живут многие бездомные ЛГБТ-ямайцы. Друзья отмечали, что Джонс хотел стать учителем или работать в туристической индустрии. Он также хотел стать музыкантом как американская поп-звезда Леди Гага, и даже выиграл местный танцевальный конкурс. Хлоя описала Джонса как «диву», которая «всегда была очень дерзкой и хорошо шутила».

### Анти-ЛГБТ настроения на Ямайке
В 2006 году журнал Time заявил, что Ямайка может быть самой гомофобной страной в мире. Законы страны, криминализирующие однополую деятельность между мужчинами, были введены в 1864 году, во время британской колониальной администрации. В соответствии с Законом о сексуальных преступлениях 2009 года любой мужчина, осужденный в соответствии с этими законами, должен регистрироваться в качестве преступника сексуального характера. Эти законы были упомянуты как способствующие более широкому распространению гомофобного отношения среди населения Ямайки, в том числе и популяризация мнения о том, что геи являются преступниками независимо от того, совершили ли они какие-либо преступные действия или нет. АнтиЛГБТ-перспективы получили дальнейшее развитие в консервативных христианских церквях острова в виде «Boom Bye Bye» - призыва к убийству геев. Журналист Палаш Гош в статье для International Business Times летом 2013 года отмечал, что пока Ямайка была «в преступности и насилии, геи и лесбиянки являлись особенно заметными объектами бессмысленной жестокости». В середине 2000-х годов два самых известных борца за права ЛГБТ на Ямайке, Брайан Уильямсон и Стив Харви были убиты летом 2013 года. Организация Human Rights Watch провела пять недель работы на местах среди ЛГБТ-сообщества Ямайки, сообщая потом в своем отчете, что более половины опрошенных подвергались насилию в результате их сексуальной ориентации или гендерной идентичности, иногда более одного раза.

## Убийство
Вечером 21 июля 2013 года, когда Джонсу было 16 лет, он оделся в женскую одежду и побывал на танцевальной вечеринке с Кеке и Хлое под названием Henessey Sundays, которую проводили в баре в районе Ирвина. Они прибыли на такси в бар в районе двух часов ночи, Джонс на вечеринке воспринимался как девушка, и несколько мужчин танцевали с ним. Хотя первоначально он держал свой биологический пол в секрете от других на вечеринке, опасаясь гомофобных преследований, он раскрыл свою личность девушке, с которой ранее был в церкви. Девушка сообщила своим друзьям-мужчинам и потом кто-то подошел к Джонсу вне бара, требуя ответить на вопрос, мужчина он или женщина?. Один из мужчин использовал фонарь, чтобы исследовать ноги Джонса, утверждая при этом, что они были слишком большими для женщины. Узнав его пол, окружающие начали называть его «сумасшедшим мальчиком» и другими гомофобными эпитетами. Хлоя пыталась убедить его избежать конфронтации, шепча ему на ухо: «Иди со мной, иди со мной», но Джонс отказался, вместо этого настаивая собравшимся, что он женщина.
Когда кто-то дернул лямку бюстгальтера Джонса, он убежал, а толпа погналась за ним и напала на него дальше по дороге. Его избили, зарезали, застрелили и сбили машиной. Он был без сознания в течение двух часов, прежде чем его окончательно убило еще одно нападение. Сообщений о том, что кто-либо пытался помочь ему во время ссоры, не поступало. На Хлою также напали и чуть не изнасиловали, но она сбежала, спрятавшись сначала в церкви, а затем в соседнем лесу. Хлоя прокомментировала: «Когда я увидела тело Дуэйна, я начала дрожать и плакать. Это было ужасно». Полиция прибыла на место происшествия в 5 утра и обнаружила тело, брошенное в кусты вдоль Orange Main Road. Они начали расследование убийства, попросив друзей и родственников жертвы связаться с ними. Семья Джонса отказалась забрать тело, а его отец отказался говорить с прессой об инциденте.
14 августа заместитель суперинтенданта полиции Стив Браун объявил, что собрано четырнадцать заявлений и что расследование продолжается. В октябре 2013 года группа мужчин подожгла место, где Джонс жил в качестве скваттера, вынудив четырех жителей бежать, что также считается преступлением на почве ненависти к ЛГБТ. Эверальд Морган, офицер Департамента здравоохранения Сент-Джеймса, попросил полицию обеспечить защиту четырех молодых людей, оставшихся без крова в результате поджога, но они отказались сделать это. Между тем, в память о Джонсе была создана благотворительная организация под названием Dwayne's House для помощи бездомной ЛГБТ-молодежи на Ямайке. Однако по состоянию на май 2014 года никто не был арестован или обвинен, в августе 2015 года преступление все еще считалось нераскрытым.

## Реакция

### на Ямайке
Убийство Джонса стало главной новостью на Ямайке. Министр юстиции Ямайки, сенатор Марк Голдинг, осудил убийство и призвал прекратить «развратные акты насилия» на Ямайке. Он добавил, что «все хорошо мыслящие ямайцы» должны придерживаться «принципу уважения основных прав человека у всех лиц» и проявлять терпимость к таким группам меньшинств, как ЛГБТ-сообщество. Энни Пол, сотрудник по публикациям ямайского кампуса Вест-Индского университета, заявила, что на основе комментариев, представленных в социальных сетях, она делает вывод, что большинство ямайцев считают, что Джонс спровоцировал свое собственное убийство, переодевшись в обществе, которое не терпит такого поведения. Ньютон Д. Дункан, профессор детской хирургии Вест-Индского университета, также отметил, что «подавляющее большинство» ямайцев считали, что те, кто любят переодеваться в одежду другого пола, являются гомосексуалистами и заслуживают наказания. Он добавил, что это распространенное заблуждение, потому что большинство тех, кто любит переодеваться в одежду другого пола, гетеросексуальны. Он осудил нападение и сравнил его с самосудом афроамериканца в романе Харпер Ли «Убить пересмешника», связав насилие против ЛГБТ на Ямайке и насилие против чернокожих в середине XX века в США.
В ямайской газете The Gleaner Кэролайн Купер, профессор литературных и культурных исследований Вест-Индского университета, осудила группу, совершившую убийство Джонса. Она обвинила их поведение в избирательном использовании Библии, отметив, что, хотя многие ямайцы принимают те библейские отрывки, которые осуждают однополые сексуальные отношения и переодевание в одежду другого пола, они сами обычно виновны во многих других библейских грехах, таких как прелюбодеяние и убийство. Она отметила, что Джонса убили только за то, что он был самим собой, и выразила надежду, что его убийцы столкнутся с судебным преследованием за свое преступление. На следующей неделе она опубликовала дополнительную статью, в которой ответила на несколько полученных ею электронных писем, в которых утверждалось, что настоящими жертвами сценария были мужчины, которых Джонс обманул, когда танцевал с ними. Она повторила свое осуждение убийц Джонса, отметив, что вместо того, чтобы нанести жестокий ответ, они должны были отмахнуться от этого с юмористическим комментарием.
Джевион Нельсон, участник кампании по борьбе с ВИЧ / СПИДом и защитник прав человека, также опубликовал статью на эту тему в The Gleaner. Он отметил, что его первоначальной реакцией был вопрос, почему Джонс пошел на танцевальную вечеринку и почему он не был удовлетворен посещением подпольных гей-вечеринок Ямайки. Он добавил, что впоследствии он понял, что принятие этой точки зрения уходит корнями в «культуру насилия», согласно которой жертва обвиняется в том, что с ней произошло. Он призвал ямайцев быть терпимыми к ЛГБТ и сосредоточиться на «восстановлении этой великой нации на принципах инклюзивности, любви, равенства и уважения без каких-либо различий». Также в The Gleaner Шейла Велес Мартинес, профессор права в Университете Питтсбурга, осудила убийство как «тревожное свидетельство» высокого уровня гомофобии в ямайском обществе.
25 июля Ямайский форум лесбиянок, всех сексуальных меньшинств и геев (J-FLAG), организация по защите прав ЛГБТ, опубликовала публичное заявление, в котором выразила свою «глубокую озабоченность» по поводу этого дела и выразила соболезнования друзьям и семье Джонса. Они призвали местных жителей помочь полиции найти виновных в нападении, которое, по их утверждениям, было оскорблением демократии Ямайки. Директор J-FLAG Дэйн Льюис позже прокомментировал, что, несмотря на рост гомофобного насилия, ямайское общество становится более терпимым по отношению к ЛГБТ; он объяснил это действиями таких людей, как Джонс, которые помогли сделать ЛГБТ-людей более заметными в ямайском обществе. Другая организация по защите прав ЛГБТ, Quality of Citizenship Jamaica, выпустила пресс-релиз, в котором содержится призыв к правительству и церквям сотрудничать с ЛГБТ-организациями для установления общей позиции, которая могла бы быть подкреплена принципом «истинного уважения ко всем», закрепленным в национальном гимне. Правозащитная организация «Ямайцы за справедливость» призвала премьер-министра Поршию Симпсон-Миллер и религиозных лидеров осудить убийство, также комментируя то, что они считают недостаточным освещение в СМИ и недовольны возмущением общественности по поводу инцидента, добавив, что «мы должны спросить себя, что это говорит о нас как о народе».

### На международном уровне
Новости об убийстве Джонса привлекли внимание международных СМИ, в результате чего правозащитные группы осудили убийство. Грэм Рид, директор программы по правам ЛГБТ в Human Rights Watch в Нью-Йорке, выступил с заявлением о том, что правительство Ямайки должно послать «недвусмысленный сигнал» о том, что к насилию против ЛГБТ будет «нулевая терпимость». Рид отметил, что премьер-министр Ямайки пообещал декриминализовать однополые сексуальные отношения в своей избирательной кампании 2011 года, но еще не выполнил это обещание. Он призвал власти Ямайки принять меры по расследованию убийства Джонса и содействовать уважению к ЛГБТ-гражданам страны.
На брифинге в феврале 2014 года исполняющая обязанности помощника государственного секретаря США по вопросам демократии, прав человека и труда Узра Зея привела случай Джонса, а также пытки и убийство камерунского активиста по борьбе с ВИЧ / СПИДом Эрика Охены Лембембе в качестве примеров "тревожных актов насилия" против ЛГБТ, которые произошли по всему миру в прошлом году.
В Великобритании ЛГБТ-организация Out and Proud Diamond Group (OPDG) совместно с Фондом Питера Тэтчелла организовали 28 августа акцию протеста у лондонского посольства Ямайки. В беседе с прессой представитель OPDG Марвин Кибуука осудил убийство Джонса и призвал своих сторонников активно противодействовать преследованию ЛГБТ как на Ямайке, так и в других местах. Питер Тэтчелл позже утверждал, что бездействие Симпсон-Миллер и полиции было равносильно сговору с виновными в преступлении на почве ненависти против ЛГБТ.
В своем введении к академическому исследованию «квирнесса и детской литературы» Лаура Робинсон, доцент английского языка Королевского военного колледжа Канады, привела убийство Джонса наряду с российским законом о пропаганде ЛГБТ 2013 года в качестве примера пересечения проблем молодежи с проблемами ЛГБТ. Она добавила, что Джонс был «ребенком, у которого не было того, что Джудит Батлер называет«пригодной для жизни жизнью».

## Примечание
1. 1 2 3 4 5 6 7 8 9 10 11 12 13 14 15  Transgender Teen Dwayne Jones Murdered By Mob (амер. англ.). WebProNews (12 августа 2013). Дата обращения: 30 мая 2021. Архивировано 2 июня 2021 года.
2. 1 2 3 4 5 6 7 8 9 10 11 12 13 14 15 16  In Jamaica, transgender teen killed by mob. web.archive.org (6 марта 2014). Дата обращения: 30 мая 2021. Архивировано из оригинала 6 марта 2014 года.
3. ↑  WATCH: Go Underground With Jamaica's 'Gully Queens' (англ.). www.advocate.com (31 июля 2014). Дата обращения: 30 мая 2021. Архивировано 28 сентября 2015 года.
4. ↑  Homophobia a way of life in Jamaica (англ.). thestar.com (11 августа 2013). Дата обращения: 30 мая 2021. Архивировано 3 января 2014 года.
5. ↑  The Most Homophobic Place on Earth? - TIME. web.archive.org (1 января 2016). Дата обращения: 30 мая 2021. Архивировано 1 января 2016 года.
6. 1 2 3  Not Safe at Home | Human Rights Watch. web.archive.org (5 января 2016). Дата обращения: 30 мая 2021. Архивировано 5 января 2016 года.
7. 1 2 3 4 5 6 7 8  Boom Bye Bye: Murder Of Cross-Dresser Lifts Lid On Jamaica’s Violent Homophobia. web.archive.org (11 февраля 2014). Дата обращения: 30 мая 2021. Архивировано 11 февраля 2014 года.
8. 1 2 3  DAN LITTAUER [e]Special to LGBTQ Nation[m. Cross-dressing gay teen hacked, stabbed to death by Jamaican mob. LGBTQ Nation. Дата обращения: 30 мая 2021. Архивировано 2 июня 2021 года.
9. ↑  J-FLAG condemns mob killing of alleged MoBay cross-dresser (англ.). jamaica-gleaner.com (24 июля 2013). Дата обращения: 30 мая 2021. Архивировано 2 июня 2021 года.
10. 1 2  Police probe St James teen murder (англ.). jamaica-gleaner.com (23 июля 2013). Дата обращения: 30 мая 2021. Архивировано 2 июня 2021 года.
11. ↑  Jamaica Observer Limited. Jamaica Observer. Дата обращения: 30 мая 2021. Архивировано из оригинала 2 июня 2021 года.
12. 1 2 3  Jamaica: Murdered transgender teen’s house firebombed (брит. англ.). PinkNews - Gay news, reviews and comment from the world's most read lesbian, gay, bisexual, and trans news service (11 октября 2013). Дата обращения: 30 мая 2021. Архивировано 2 июня 2021 года.
13. 1 2  Lawyer: Jamaican Prime Minister has betrayed gay voters by refusing to lift buggery law (брит. англ.). PinkNews - Gay news, reviews and comment from the world's most read lesbian, gay, bisexual, and trans news service (19 мая 2014). Дата обращения: 30 мая 2021. Архивировано 2 июня 2021 года.
14. 1 2  Why Some LGBT Youths In Jamaica Are Forced To Call A Sewer Home (англ.). BuzzFeed News. Дата обращения: 30 мая 2021. Архивировано 2 июня 2021 года.
15. 1 2  Murdered Jamaican trans teenager Dwayne Jones suffered bullying from father and at school (брит. англ.). PinkNews - Gay news, reviews and comment from the world's most read lesbian, gay, bisexual, and trans news service (12 августа 2013). Дата обращения: 30 мая 2021. Архивировано 2 июня 2021 года.
16. ↑  To Kill a Cross-dresser - Jamaica flirts with Jim Crow (англ.). jamaica-gleaner.com (1 сентября 2013). Дата обращения: 30 мая 2021. Архивировано 2 июня 2021 года.
17. 1 2  Dressed for murder | Commentary | Jamaica Gleaner. web.archive.org (22 декабря 2015). Дата обращения: 30 мая 2021. Архивировано 22 декабря 2015 года.
18. ↑  Sexual falsehood top to bottom (англ.). jamaica-gleaner.com (11 августа 2013). Дата обращения: 30 мая 2021. Архивировано 2 июня 2021 года.
19. ↑  Make space for pariahs - Commentary - Jamaica Gleaner - Thursday | August 1, 2013. web.archive.org (2 августа 2013). Дата обращения: 30 мая 2021. Архивировано 2 августа 2013 года.
20. 1 2  JFJ condemns mob killing of cross-dresser | News | Jamaica Gleaner. web.archive.org (5 июля 2015). Дата обращения: 30 мая 2021. Архивировано 5 июля 2015 года.
21. ↑  Dwayne Jones, 'Cross-Dressing' Jamaican Teen, Allegedly 'Chopped And Stabbed' To Death By Mob. web.archive.org (14 января 2016). Дата обращения: 30 мая 2021. Архивировано 14 января 2016 года.
22. ↑  Press Release – Murder of 17yr old, Irwin St. James | Quality of Citizenship Jamaica. web.archive.org (5 июля 2015). Дата обращения: 30 мая 2021. Архивировано из оригинала 5 июля 2015 года.
23. ↑  BBC News - Call for probe into death of Jamaica 'cross-dresser'. web.archive.org (1 ноября 2013). Дата обращения: 30 мая 2021. Архивировано 1 ноября 2013 года.
24. ↑  Briefing on the Country Reports on Human Rights. U.S. Department of State. Дата обращения: 30 мая 2021. Архивировано 22 марта 2021 года.
25. 1 2  London vigil for murdered Jamaican trans teenager (брит. англ.). PinkNews - Gay news, reviews and comment from the world's most read lesbian, gay, bisexual, and trans news service (22 августа 2013). Дата обращения: 30 мая 2021. Архивировано 11 мая 2021 года.
26. ↑  Laura Robinson. Queerness and Children’s Literature: Embracing the Negative // Bookbird: A Journal of International Children's Literature. — 2014. — Т. 52, вып. 1. — С. v–x. — ISSN 1918-6983. — doi:10.1353/bkb.2014.0034. Архивировано 17 июля 2018 года.